# 過溪子 (屏東縣)
過溪子，原寫為過溪仔，是臺灣屏東縣崁頂鄉的一個傳統地域名稱，位於該鄉西南部。相較於今日行政區，其範圍大致包括港東村東大半部、越溪村不含東大半葉的北部、北勢村東南半葉的西南部、園寮村西南部凸出部分的西端。
本地區境內主要聚落為油車、下藔仔、過溪仔、竹圍仔（舊港東）、新港東，設有港東國小。

## 歷史
台灣日治初期，過溪子地區為一街庄，稱為「過溪仔庄」（舊制街庄），隸屬於港東上里。該庄昔日西及西北隔東港溪與新園庄、仙公廟庄為界，北與洲仔庄為鄰，東邊為崁頂庄，南邊隔東港溪支流溪州溪與為七塊厝庄、三西和庄、內關帝庄為界。
1901年（日治明治三十四年）11月11日，全台廢縣廳改設二十廳，該庄隸屬於阿猴廳。1904年（明治三十七年）4月15日，該庄編入「崁頂區」，隸屬於阿猴廳。1905年（明治三十八年）4月1日，阿猴廳改稱「阿緱廳」。1909年（明治四十二年）10月25日，全台合併二十廳為十二廳，崁頂區仍隸屬於阿緱廳。1920年（大正九年）10月1日，全台地方制度大改正，廢十二廳改設五州二廳，該庄改制並雅化為「過溪子」大字，隸屬於高雄州東港郡新園庄（新制街庄）。
戰後新園庄改制為新園鄉，隸屬於高雄縣，大字亦改制為村。1950年（民國39年）3月，新園鄉拆分出崁頂鄉，本地區改隸屬崁頂鄉。同年10月1日，高、屏分治，崁頂鄉改隸屬於屏東縣。
相較於今日行政區，本地區的範圍大致包括港東村東大半部、越溪村不含東大半葉的北部、北勢村東南半葉的西南部、園寮村西南部凸出部分的西端。

## 聚落
本地區發展較早的聚落為油車、下藔仔、過溪仔、竹圍仔（舊港東）、新港東，在日治初期的官方地圖上已有記載。

## 交通
縣道187號是水門至東港的道路，經過本地區的中部偏東南地帶。由該道路北行可前往崁頂鄉崁頂市區、潮州鎮、萬巒鄉、內埔鄉等地；南行可前往東港鎮，並止於東港市區的省道台17線轉角路口。
鄉道屏64線是舊港東至崁頂的道路，經過本地區的竹圍仔聚落。該道路在本地區有部分路段與鄉道屏67線共線，另有部分路段與鄉道屏69線共線。
鄉道屏67線是後廍至新港東的道路，經過本地區的竹圍仔、新港東等聚落。該道路在本地區的部分路段與鄉道屏64線共線。
鄉道屏68線是越溪至武丁的道路，其西側端點（起點）位於本地區東南部的縣道187號路口。
鄉道屏69線是五魁寮至興和的道路，經過本地區的過溪仔、下藔仔、油車等聚落。該道路在本地區的部分路段與鄉道屏64線共線。
鄉道屏72線是油車莊至旗杆厝的道路，其西側端點（起點）位於本地區東南小半葉的西南部、油車聚落的鄉道屏69線轉角路口。

## 學校
- 港東國小